# Champigny en Rochereau
Champigny en Rochereau es una comuna nueva francesa situada en el departamento de Vienne, en la región de Nueva Aquitania.

## Historia
Fue creada el 1 de enero de 2017, en aplicación de una resolución del prefecto de Vienne de 26 de octubre de 2016 con la unión de las comunas de Champigny-le-Sec y Le Rochereau, pasando a estar el ayuntamiento en la antigua comuna de Champigny-le-Sec.

## Demografía
| Gráfica de evolución demográfica de Champigny-en-Rochereau entre 1800 y 2022 |
|                                                                              |

Los datos entre 1800 y 2013 son el resultado de sumar los parciales de las dos comunas que forman la nueva comuna de Champigny-en-Rochereau, cuyos datos se han cogido de 1800 a 1999, para las comunas de Champigny-le-Sec y Le Rochereau de la página francesa EHESS/Cassini. Los demás datos se han cogido de la página del INSEE.

## Composición
| Comuna delegada  | Código INSEE | Población (2013) | Superficie (km²) | Densidad (hab./km²) |
| ---------------- | ------------ | ---------------- | ---------------- | ------------------- |
| Champigny-le-Sec | 86053        | 1088             | 24.31            | 45                  |
| Le Rochereau     | 86208        | 774              | 8.93             | 87                  |